# Ernest Shonekan

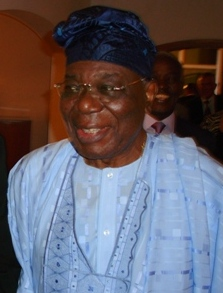
Ernest Shonekan (2009)

Ernest Adegunle Oladeinde Shonekan (* 9. Mai 1936 in Lagos; † 11. Januar 2022 ebenda) war ein nigerianischer Politiker, Jurist und Industrieller. Seit 1981 trug er den Häuptlings-Titel Abese von Egbaland (die Egba sind eine Untergruppe der Yoruba).
Ernest Shonekan war Geschäftsführer der United African Company of Nigeria, als er am 26. August 1993 mit britischer Unterstützung vom zurücktretenden Präsidenten Ibrahim Babangida als Präsident der Übergangsregierung eingesetzt wurde. Weil er die staatlichen Subventionen für die Ölförderung am 8. November 1993 aufhob, unter dem Druck der fallenden internationalen Ölpreise, stieg die Inflation unter Ernest Shonekan stark an, was zu Straßenprotesten führte.
Am 17. November 1993, nach knapp drei Monaten, wurde er von der sogenannten Lagos Group unter der Führung des damaligen Vizepräsidenten Sani Abacha gestürzt. Shonekan hatte während seiner umstrittenen Amtszeit nie Kontrolle über das Militär erlangt. Als Verteidigungsminister war Abacha bereits designierter Nachfolger Shonekans.